# رشته‌کوه قفقاز اصلی
رشته‌کوه قفقاز اصلی (به لاتین: Main Caucasian Range) یک رشته‌کوه در جمهوری آذربایجان و روسیه است که در نواحی شمالی و جنوبی قفقاز واقع شده‌است. رشته‌کوه قفقاز اصلی ۵٬۱۹۳ متر بالاتر از سطح دریا واقع شده‌است.